# مدارس المجموعة العالمية
مدارس المجموعة العالمية (ISG) هي جزء من المدارس الدولية المعتمدة التي توفر التعليم الأمريكي والبريطاني لعائلات المغتربين والطلاب المحليين في المملكة العربية السعودية. تدير المجموعة حاليًا ست مدارس في المنطقة الشرقية بالمملكة. وهم: مدرسة الظهران لقواعد اللغة البريطانية، ومدرسة الظهران الابتدائية / الإعدادية، ومدرسة الظهران الثانوية (أكاديمية الظهران سابقًا)، ومدارس المجموعة العالمية بالدمام (أكاديمية رحيمة سابقًا)، ومدارس المجموعة العالمية بالجبيل (أكاديمية الجبيل سابقًا) ومدرسة قرية سارة.

## نبذة
مدارس المجموعة العالمية هي منظمة غير ربحية تأسست عام 1962 بستة طلاب على ما كان يسمى آنذاك الأكاديمية القنصلية. يتم تصنيف المدارس إلى ثلاثة أقسام: الأمريكية والبريطانية والدولية، وجميع مدارس المجموعة معتمدة من قبل رابطة الولايات الوسطى للكليات والمدارس (MSA) حتى ديسمبر 2024. يعتمد مجلس المدارس الدولية (CIS) العديد من المدارس وفقًا للمناهج الدراسية المقدمة.

## برامج
المدارس عبارة عن مدارس نهارية مختلطة تقدم برامج تمهيدية لما قبل المدرسة / للصف الثاني عشر وبرامج مستوى GCE / A للأطفال المغتربين والمواطنين السعوديين. في عام 2011، أصبحت مدرسة الظهران الثانوية التابع لمدارس المجموعة العالمية مدرسة البكالوريا العالمية الرسمية (برنامج دبلوم البكالوريا الدولية IB). حصلت مدرسة الجبيل في مدارس المجموعة العالمية على هذا التميز في عام 2018. يمكن لطلاب مدارس المجموعة العالمية متابعة الدورات التمهيدية لكليات المستوى المتقدم (AP) أو اختيار برنامج دبلوم البكالوريا الدولية. يدير القسم مجلس أمناء مكون من 12 عضوًا وهو مرخص من قبل وزارة التربية والتعليم بالمملكة العربية السعودية .

## سعة
يعمل بمدارس المجموعة العالمية حاليًا أكثر من 300 معلم، وتقوم بخدمة حوالي 3500 طالب. تمتد عقود السنة الأكاديمية للمعلمين إلى 191 يومًا ؛ وللطلاب 179 يومًا.

## خدمات
تقدم المجموعة أنشطة خارج المناهج الدراسية في مجموعة واسعة من الأنشطة الرياضية والفنية والأكاديمية، إلى جانب إتاحة الفرص السنوية لسفر الطلاب. كما يتم توفير التطوير المهني للمعلمين.

## روابط خارجية
- مدارس المجموعة العالمية
- تقرير مكتب المدارس الخارجية في الولايات المتحدة عن مدارس الحرم الجامعي بالظهران
  - الظهران الابتدائية / المتوسطة
  - الظهران الثانوية
  - مدارس المجموعة العالمية الجبيل
  - مدرسة ينبع الدولية
  - مدرسة الظهران البريطانية للقواعد
  - مدرسة قرية سارة
  - مدارس المجموعة العالمية الدمام (الصفوف قبل الروضة - 12)
  - مدارس المجموعة العالمية الجبيل (الصفوف قبل الروضة - 5)